# Заброшенная шахта (фильм, 2012)
Заброшенная шахта (англ. Abandoned Mine, также известная как The Mine) — американский приключенческий фильм ужасов, мистика 2012-го года, снятый на английском языке режиссёром Джеффом Чемберленом. Премьера фильма состоялась в сентябре 2012 года в Сэнди, штат Юта, а 15 августа 2013 года был выпущен ограниченным тиражом. Фильм рассказывает о пяти друзьях, один из которых предложил провести ночь у заброшенной шахты, а потом и в самой шахте, но что-то идёт не по плану.

## Сюжет
Пятеро друзей исследуют шахту с привидениями, чтобы отпраздновать Хэллоуин, ровно через сто лет после того, как в шахте была убита семья. Вскоре они к своему ужасу обнаруживают, что призрачные слухи могут быть правдой, поскольку они борются за выживание.

## В ролях
| Актёр            | Роль    |
| ---------------- | ------- |
| Алекса Вега      | Шэрон   |
| Рейли МакКлендон | Брэд    |
| Сэйдж Томпсон    | Лори    |
| Чаран Прабхакар  | Итан    |
| Адам Хендершотт  | Джим    |
| Валери С. Уокер  | Келли   |
| Джозеф Батцель   | Джарвис |
| Коди Уокер       | Томас   |

## Разработка
Первоначально фильм назывался «The Mine», но потом название было изменено на «Abandoned Mine». Съемки происходили в Юте и Калифорнии.
Первые отрывки из фильма были показаны 7 августа 2013 года. Первый плакат был показан 18 июня 2013 года. Распространением фильма занималась компания Gravitas Entertainment. Трейлер вышел 17 июня 2013 года вместе с информацией о дате выхода.

## Прием
Los Angeles Times о названии фильма, написала, что это «все, что его название обещает: что-то общее и пустое, с ощущением , что многое осталось позади.». The Film Journal был более позитивным и написал, что «он передает несколько жутких моментов, и монтаж начальных титров старых газетных отчетов о судьбе семьи Джарвис действительно тревожит».